# CSI: Crime Scene Investigation (13.ª temporada)
A 13ª temporada de CSI estreou no dia 26 de setembro de 2012 na CBS. No Brasil, foi transmitida pelo canal Sony Entertainment Television.

## Elenco presente
| Personagem          | Intérprete        | Elenco principal  | Elenco recorrente |
| ------------------- | ----------------- | ----------------- | ----------------- |
| D.B. Russell        | Ted Danson        | Temporada inteira | —                 |
| Julie "Finn" Finlay | Elisabeth Shue    | Temporada inteira | —                 |
| Nick Stokes         | George Eads       | Temporada inteira | —                 |
| Sara Sidle          | Jorja Fox         | Temporada inteira | —                 |
| Greg Sanders        | Eric Szmanda      | Temporada inteira | —                 |
| Albert Robbins      | Robert David Hall | Temporada inteira | —                 |
| David Hodges        | Wallace Langham   | Temporada inteira | —                 |
| David Phillips      | David Berman      | Temporada inteira | —                 |
| Morgan Brody        | Elisabeth Harnois | Temporada inteira | —                 |
| Henry Andrews       | Jon Wellner       | Temporada inteira | —                 |
| Jim Brass           | Paul Guilfoyle    | Temporada inteira | —                 |

## Episódios
| # S | # T | Título                                                 | Dirigido por   | Escrito por                                                                      | Exibição original       | Audiência |
| --- | --- | ------------------------------------------------------ | -------------- | -------------------------------------------------------------------------------- | ----------------------- | --------- |
| 274 | 1   | "Karma to Burn (Carma para Queimar)"                   | Alec Smight    | História por: Christopher Barbour Teleplay por: Christopher Barbour e Don McGill | 26 de setembro de 2012  |           |
| Russel procura as pessoas que seqüestraram sua neta, como ele e o resto da equipe de CSI estão em uma caça total para recuperar a garota de seus captores e trazer os culpados responsáveis à justiça. Personagens Recorrentes: Conor O'Farrell como Jeffrey McKean, Enrique Murciano como Det. Carlos Moreno, Larry M. Mitchell como Oficial Mitchell e Marc Vann como Conrad Ecklie. |     |                                                        |                |                                                                                  |                         |           |
| 275 | 2   | "Code Blue Plate Special (Código Azul Placa Espacial)" | Louis Milito   | Andrew Dettman                                                                   | 10 de outubro de 2012   |           |
| Quando a equipe de Russel para para um lanche em sua lanchonete favorita, se deparam com 8 corpos, aparentando ser um assalto que não deu certo, os Investigadores acham o dono da lanchonete preso no freezer. Infelizmente o suspeito principal (ex namorado da balconista da lanchonete), que estava na espreita espiando a ex dentro da lanchonete, usa a lei a seu favor se recusando a dar seu DNA. Personagens Recorrentes: Larry M. Mitchell como Oficial Mitchell, Larry Sullivan como Oficial Akers e Marc Vann como Conrad Ecklie |     |                                                        |                |                                                                                  |                         |           |
| 276 | 3   | "Wild Flowers (Flores Silvestres)"                     | Brad Tanenbaum | Joe Pokaski                                                                      | 17 de outubro de 2012   |           |
| Enquanto uma adolescente é assassinada quando foge de seu agressor passando por uma rave, os investigadores tentam descobrir quem fez isso. Personagem Recorrente: Enrique Murciano como Det. Carlos Moreno |     |                                                        |                |                                                                                  |                         |           |
| 277 | 4   | "It Was a Very Good Year (Foi um Ano Muito Bom)"       | Frank Waldeck  | Gavin Harris                                                                     | 24 de outubro de 2012   |           |
| Quando uma historiadora musical é assassinada e deixada dentro de um piano no deserto, os investigadores tentam descobrir a historia do passado dela para descobrir quem a matou. Greg percebe que conhece a vítima. |     |                                                        |                |                                                                                  |                         |           |
| 278 | 5   | "Play Dead (Jogo Fatal)"                               | Eagle Egilsson | Treena Hancock & Melissa Byer                                                    | 31 de outubro de 2012   | ASD       |
| Quando um K-9 (cão da policia) é culpado pela morte de seu parceiro, O time de CSI descobre que existe mais coisas a serem investigadas. Enquanto isso, Finlay e Morgan investigam a morte de um famoso Advogado de divórcios com vários inimigos Personagem recorrente: Larry M. Mitchell como Oficial Mitchell |     |                                                        |                |                                                                                  |                         |           |
| 279 | 6   | "Pick and Roll (Pegue e Role)"                         | Alec Smight    | Rick Eid                                                                         | 7 de novembro de 2012   |           |
| As coisas ficam pessoais para D.B. Russell quando o técnico de Basquete de seu filho é assassinado. |     |                                                        |                |                                                                                  |                         |           |
| 280 | 7   | "Fallen Angels (Anjos Caídos)"                         | Louis Milito   | Tom Mularz                                                                       | 14 de novembro de 2012  |           |
| Este episódio traz a memória o falecido CSI Warrick Brown, ao serem mortas algumas pessoas do seu antigo bairro. Sua ex-esposa, Tina, e seu filho, Eli, aparecem nesse caso e ela parece estar em muitos problemas pessoais. Personagem Recorrente: Larry M. Mitchell como Oficial Mitchell |     |                                                        |                |                                                                                  |                         |           |
| 281 | 8   | "CSI on Fire (CSI em Chamas)"                          | Jeffrey Hunt   | História por:Carol Mendelsohn e Richard Catalani Teleplay por: Thomas Hoppe      | 21 de novembro de 2012  |           |
| Ao se deparar com oito mulheres mortas enterradas no deserto, CSI Finn reabre o caso que a custou o emprego em Seattle. As coisas parecem ficar pessoais para ela quando ela descobre que uma das vítimas é uma menina que procurava há dois anos. Personagen recorrente: Larry M. Mitchell como Oficial Mitchell |     |                                                        |                |                                                                                  |                         |           |
| 282 | 9   | "Strip Maul (Ajudando na Rua)"                         | Alec Smight    | Christopher Barbour                                                              | 28 de novembro de 2012  |           |
| O time CSI ajuda a polícia nas ruas, porém um corpo é encontrado em um carro. Mais tarde, Brass descobre fatos surpreendentes sobre sua filha. Personagens Recorrentes: Marc Vann como Conrad Ecklie, Larry M. Mitchell como OficialMitchell e Alimi Ballard como Det. Kevin Crawford |     |                                                        |                |                                                                                  |                         |           |
| 283 | 10  | "Risky Business Class (Classe Comercial Perigosa)"     | Frank Waldeck  | Elizabeth Devine                                                                 | 12 de dezembro de 2012  | 9.59      |
| Cinco pessoas morrem em um acidente de avião. Enquanto isso, Sara começa a sentir a tensão de ter uma relação de longa distância com Grissom, já que um antigo namorado acaba participando da investigação. Personagens Recorrentes: Pamela Reed como Donna Hoppe |     |                                                        |                |                                                                                  |                         |           |
| 284 | 11  | "Dead Air (Morta no Ar)"                               | Phil Conserva  | Joe Pokaski                                                                      | 16 de janeiro de 2013   | 11.14     |
| A âncora de um noticiário local é morta durante uma transmissão ao vivo. Nota: William Petersen retorna como Gil Grissom ao telefone com Sara. Personagens Recorrentes: Alex Carter como Lou Vartann |     |                                                        |                |                                                                                  |                         |           |
| 285 | 12  | "Double Fault (Erro Duplo)"                            | Brad Tanenbaum | Melissa Byer & Treena Hancock                                                    | 23 de janeiro de 2013   | 11.46     |
| Os CSIs investigam um caso envolvendo um astro do tênis em ascensão, e reagem as notícias de que Hodges está noivo de uma beldade feminina. Convidados(as) especiais: Lindsay Davenport, Chris Evert e Justin Gimelstob. Personagens Recorrentes: Larry M. Mitchell como Oficial Mitchell e Larry Sullivan como Oficial Akers |     |                                                        |                |                                                                                  |                         |           |
| 286 | 13  | "In Vino Veritas (In Vino Veritas)"                    | Louis Milito   | Rick Eid                                                                         | 6 de fevereiro de 2013  | 10.97     |
| O episódio, concluído em CSI: NY, começa com Mac Taylor chegando a Las Vegas para surpreender sua namorada e descobrindo que ela está desaparecida. Ele pede a ajuda de seu velho amigo D.B. Russell para encontrá-la. Nota: Crossover com CSI: NY Convidado especial: Gary Sinise como Mac Taylor Personagem Recorrente: Larry M. Mitchell como Oficial Mitchell |     |                                                        |                |                                                                                  |                         |           |
| 287 | 14  | "Exile (Exílio)"                                       | Jeffrey Hunt   | Carlos Marimon                                                                   | 13 de fevereiro de 2013 | 8.54      |
| A equipe do CSI investiga a morte da irmã de um famoso cantor cubano que está na cidade para uma turnê. Enquanto isso, Hodges começa a ficar amedrontado ao pensar no futuro casamento com sua namorada italiana. Personagens Recorrentes: Marc Vann como Conrad Ecklie, Larry M. Mitchell como Oficial Mitchell e Alimi Ballard como Det. Kevin Crawford |     |                                                        |                |                                                                                  |                         |           |
| 288 | 15  | "Forget Me Not (Não Esqueça de Mim)"                   | Karen Gaviola  | Andrew Dettmann                                                                  | 20 de fevereiro de 2013 | 10.65     |
| Sara se torna a principal suspeita em uma investigação de assassinato, já que se encontrou brevemente com a vítima. Personagens Recorrentes: Alimi Ballard como Det. Kevin Crawford, Larry Sullivan como Oficial Akers e Adam J. Harrington como Ronald Basderic |     |                                                        |                |                                                                                  |                         |           |
| 289 | 16  | "Last Woman Standing (Última Mulher em Pé)"            | Brad Tanenbaum | Gavin Harris                                                                     | 27 de fevereiro de 2013 | 9.44      |
| A equipe investiga as mortes de vários jogadores de pôquer com futuros promissores à frente. Personagens Recorrentes: Marc Vann como Conrad Ecklie e Larry M. Mitchell como Oficial Mitchell |     |                                                        |                |                                                                                  |                         |           |
| 290 | 17  | "Dead Of The Class (Morta da Classe)"                  | Alec Smight    | Tom Mularz                                                                       | 20 de março de 2013     | 10.53     |
| David Phillips comparece a reunião de ex-alunos e descobre que a rainha da formatura foi assassinada. Personagens Recorrentes: Larry M. Mitchell como Oficial Mitchell. |     |                                                        |                |                                                                                  |                         |           |
| 291 | 18  | "Sheltered (Protegida)"                                | Louis Milito   | Michael FX Daley                                                                 | 3 de abril de 2013      | 9.89      |
| Um corpo é descoberto próximo a uma reserva florestal e a investigação leva os CSI's a descobrir o que pode ser o esconderijo de um serial killer. Convidada Especial: Kate Danson como Jill McDermott Personagens Recorrentes: Alimi Ballard como Det. Kevin Crawford |     |                                                        |                |                                                                                  |                         |           |
| 292 | 19  | "Backfire (Efeitos Negativos)"                         | Frank Waldeck  | Jack Gutowitz                                                                    | 10 de abril de 2013     | 11.11     |
| Russell procura por uma maneira de se conectar a uma garota de seis anos que é a única sobrevivente e testemunha de um triplo homicídio. Personagens Recorrentes: Larry M. Mitchell como Oficial Mitchell. |     |                                                        |                |                                                                                  |                         |           |
| 293 | 20  | "Fearless (Destemido)"                                 | Eagle Egilsson | Gavin Harris                                                                     | 1 de maio de 2013       | 9.49      |
| Um corpo é encontrado boiando em um banho de lama de um popular centro espiritual. Enquanto isso, Hodges questiona seus planos de casamento com a beleza italiana. Personagens Recorrentes: Larry M. Mitchell como Oficial Mitchell. |     |                                                        |                |                                                                                  |                         |           |
| 294 | 21  | "Ghosts of the Past (Fantasmas do Passado)"            | Brad Tanenbaum | Andrew Dettmann                                                                  | 8 de maio de 2013       | 9.82      |
| Os CSI's investigam a misteriosa morte de um caçador de fantasmas, que reabre um caso de 20 anos atrás. Personagem Recorrente: Larry M. Mitchell como Oficial Mitchell. |     |                                                        |                |                                                                                  |                         |           |
| 295 | 22  | "Skin in the Game (Pele no Jogo)"                      | Alec Smight    | História por: Christopher Barbour Teleplay por: Christopher Barbour e Don McGill | 15 de maio de 2013      | 9.53      |
| No final da 13ª temporada, Russell e sua equipe investigam uma série de assassinatos que se relaciona com os pecados do Inferno de Dante, e um dos seus confronta o perigo em uma missão secreta para chegar perto do assassino. Convidados especiais: Black Sabbath (Ozzy Osbourne, Tony Iommi e Geezer Butler), Tim Matheson, Eric Roberts, e James Callis Personagens Recorrentes: Marc Vann como Conrad Ecklie |     |                                                        |                |                                                                                  |                         |           |